# Jowon
Jowon (tadż. Ёвон) – osiedle typu miejskiego w Tadżykistanie (wilajet chatloński); 17 100 mieszkańców (2006). Ośrodek przemysłowy.